# Telcruz
Telcruz är en ort i Mexiko.   Den ligger i kommunen Zapotitlán de Vadillo och delstaten Jalisco, i den södra delen av landet, 500 km väster om huvudstaden Mexico City. Telcruz ligger 1 562 meter över havet och antalet invånare är 169.
Terrängen runt Telcruz är huvudsakligen kuperad, men österut är den bergig. Runt Telcruz är det glesbefolkat, med 20 invånare per kvadratkilometer. Närmaste större samhälle är Alista, 8,1 km nordväst om Telcruz. I omgivningarna runt Telcruz växer huvudsakligen savannskog.